# Park Svaté Kateřiny (Funchal)
Park Svaté Kateřiny (port.: Parque de Santa Catarina) je jeden ze dvou velkých parků ve Funchalu. Má rozlohu 3,6 hektaru. Není využíván jen k procházkám, ale i k pořádání manifestací, lidových svátků (jako je 1. máj), nebo jiných různých akcí (výstava zvířat).

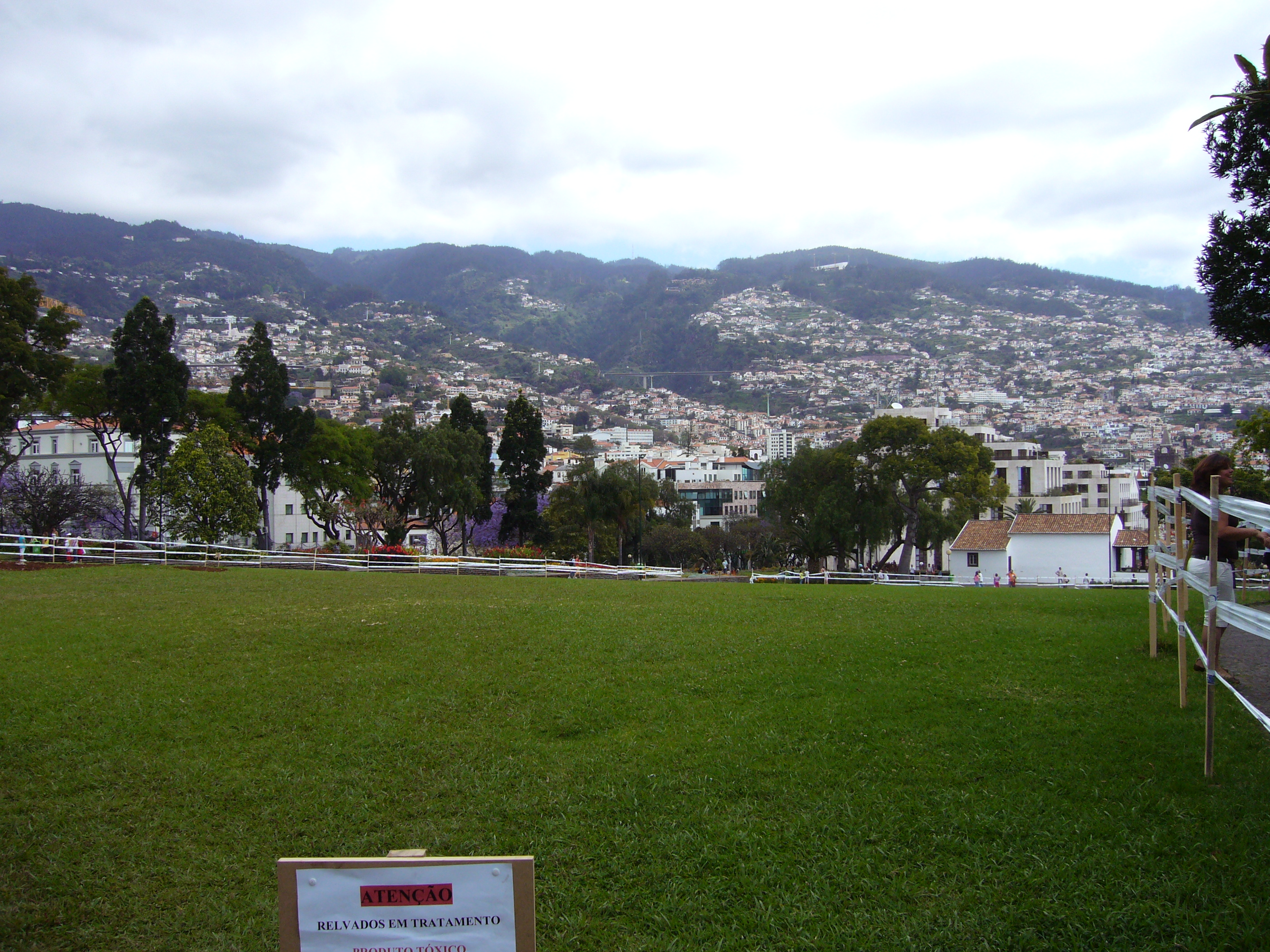
Dolní část parku (trávník čerstvě po chemickém ošetření). Na pravém okraji kaple Svaté Kateřiny.

## Historie
Roku 1837 zřídila městská rada Funchalu na místě dnešního parku hřbitov a to na základě dekretu z 21. září 1835, který zaváděl povinnost obcí zřizovat veřejné hřbitovy. Hřbitov nesoucí jméno Cemitério de Nossa Senhora das Angústias zde existoval do roku 1939. Pak byl městský hřbitov přemístěn do čtvrtě São Martinho, kde je dodnes.
Roku 1946 přikoupila městská rada sousední výše položenou parcelu. Spojením obou parcel roku 1966 vznikl park.

## Kulturní památky
V parku a jeho blízkém okolí se nachází několik kulturních pamětihodností. V dolní části je to kaple Svaté Kateřiny z roku 1425, postavená na objednávku manželky jednoho ze znovuobjevitelů Madeiry Zarca. Do roku 2006 zde byla socha rozsévače, kterou vytvořil roku 1924 portugalský sochař Francisco Franco de Sousa (1885-1955). Socha byla nejprve vystavena v Paříži. Od roku 2008 je postavena v ulici Funchalu v blízkosti radnice. Uprostřed umělého jezírka je socha Torzo ženy. V parku je též socha Kryštofa Kolumba. Na okraji parku v blízkosti budovy admirality je socha prince Jindřicha Mořeplavce. Ve skále, na níž končí park na straně k přístavu, je socha Madeirský dělník.

## Galerie

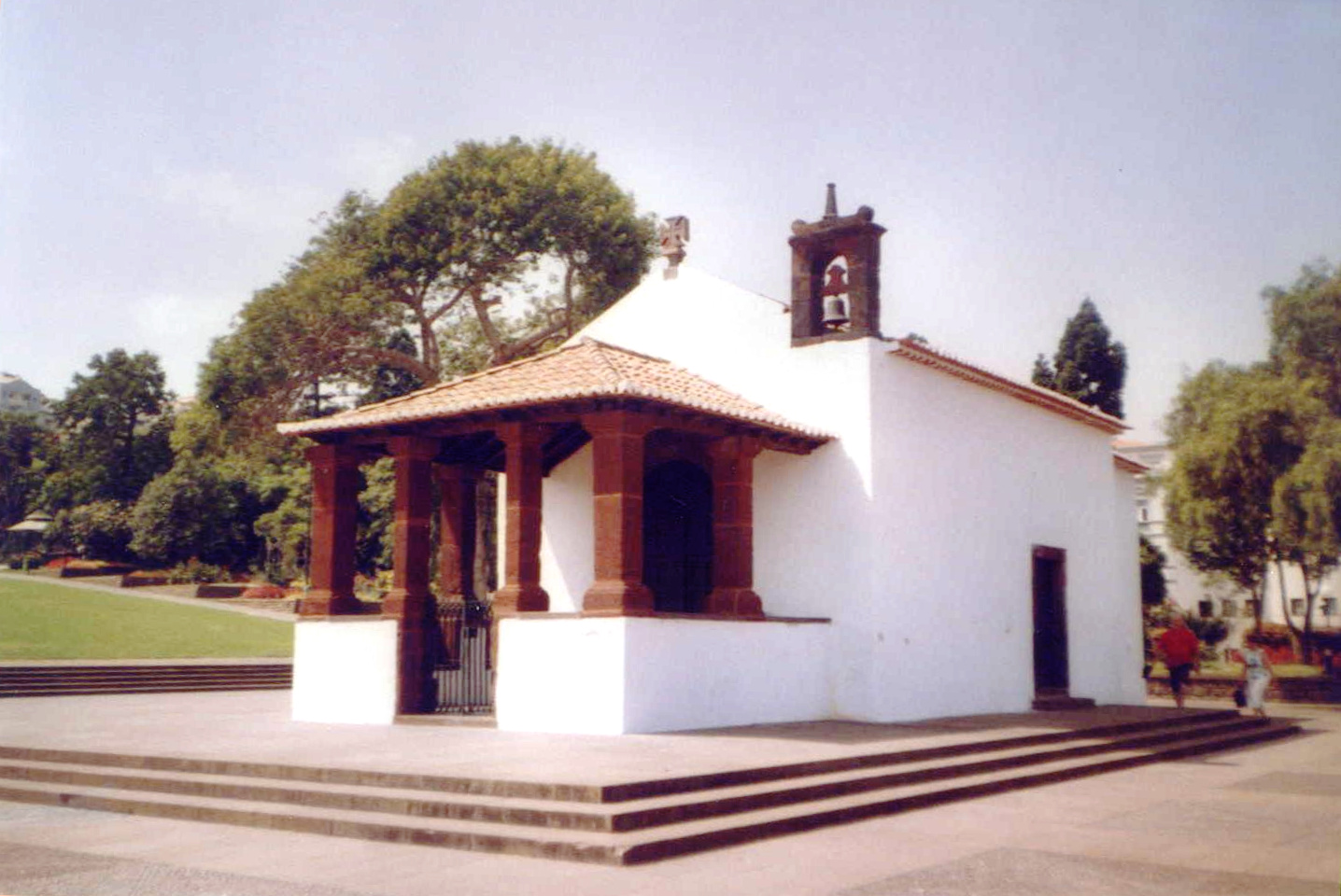
Kaple Svaté Kateřiny.
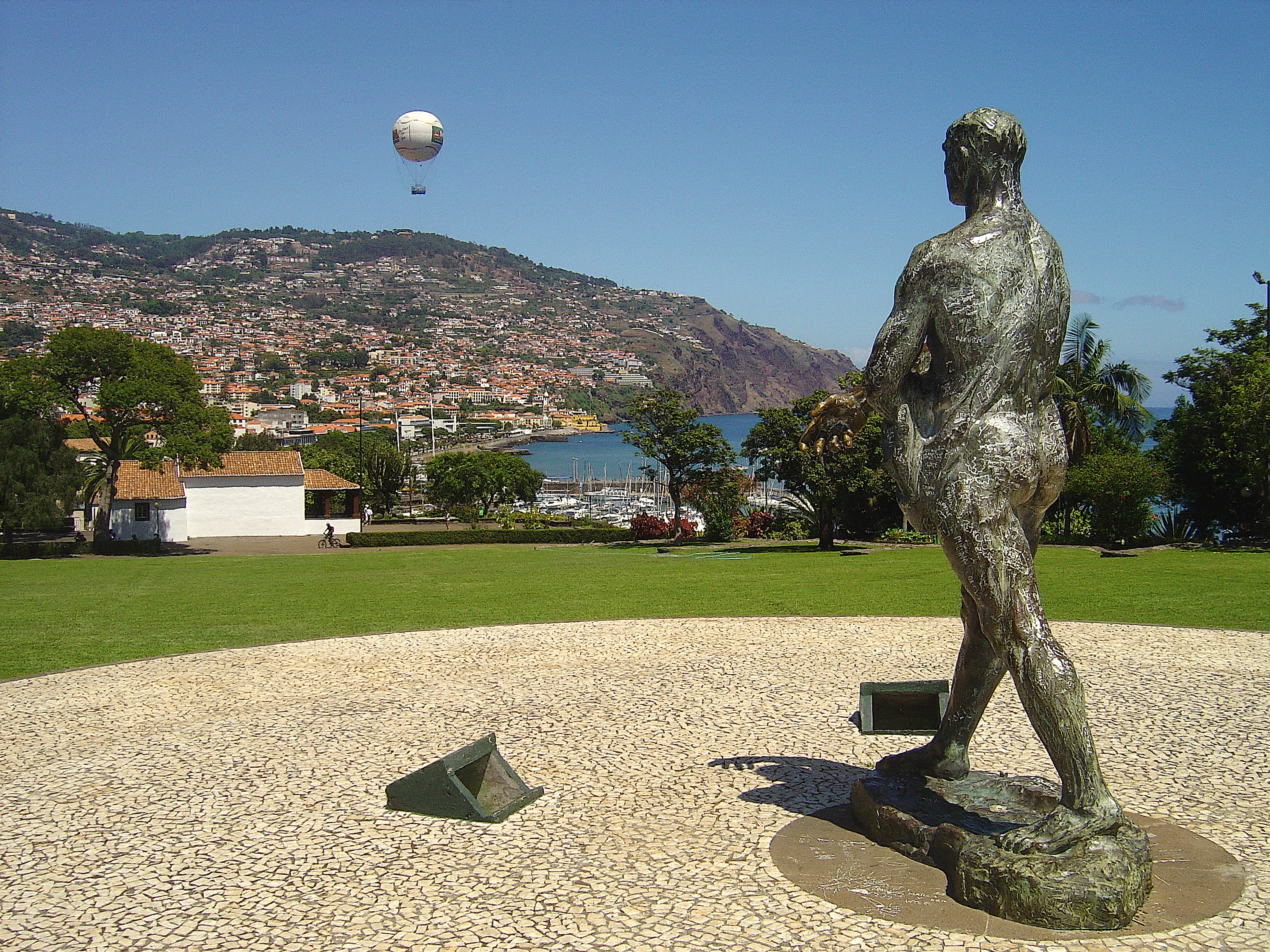
Rozsévač (do roku 2006 umístěna na tomto místě v parku).
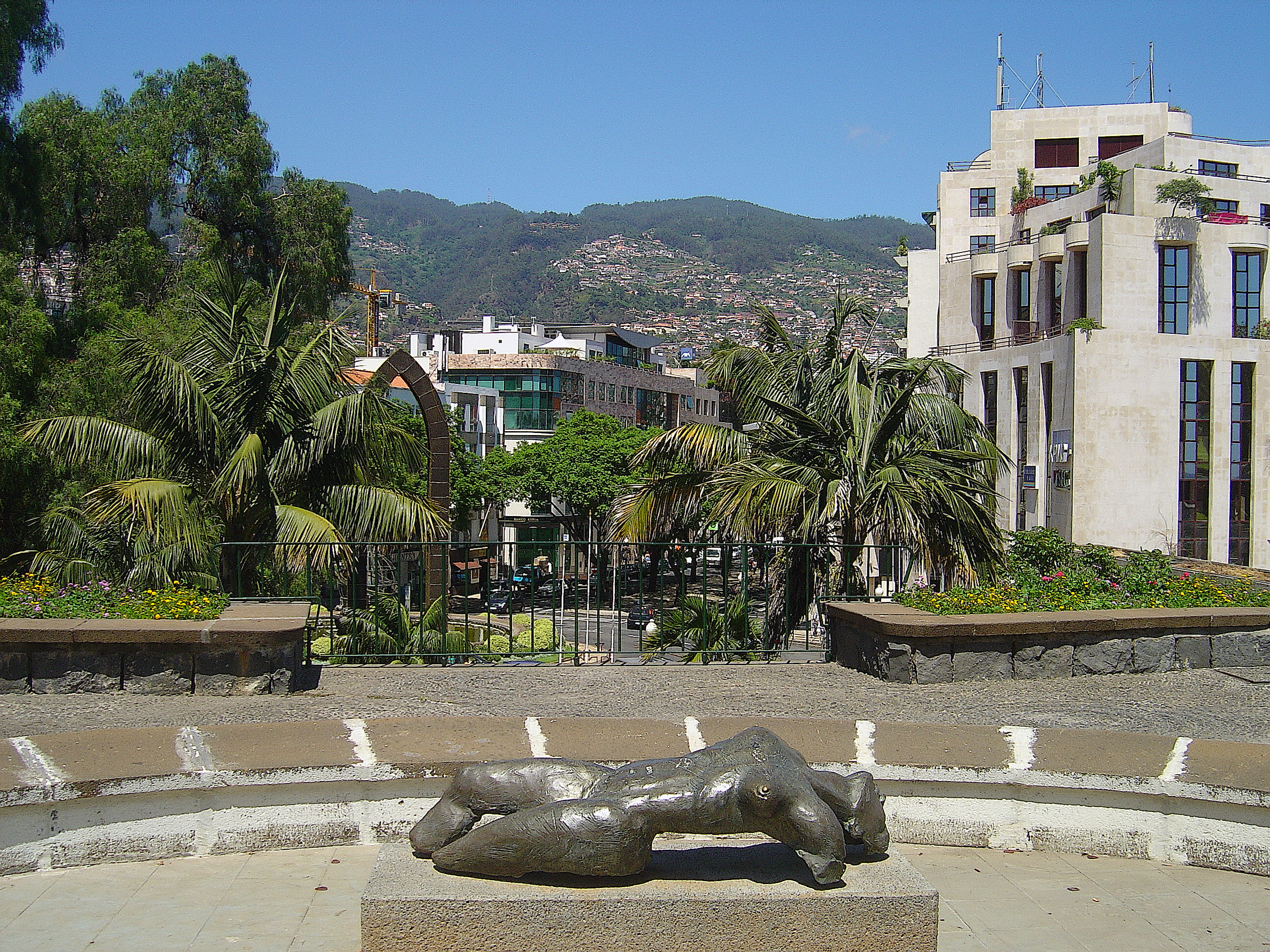
Socha Torzo ženy.
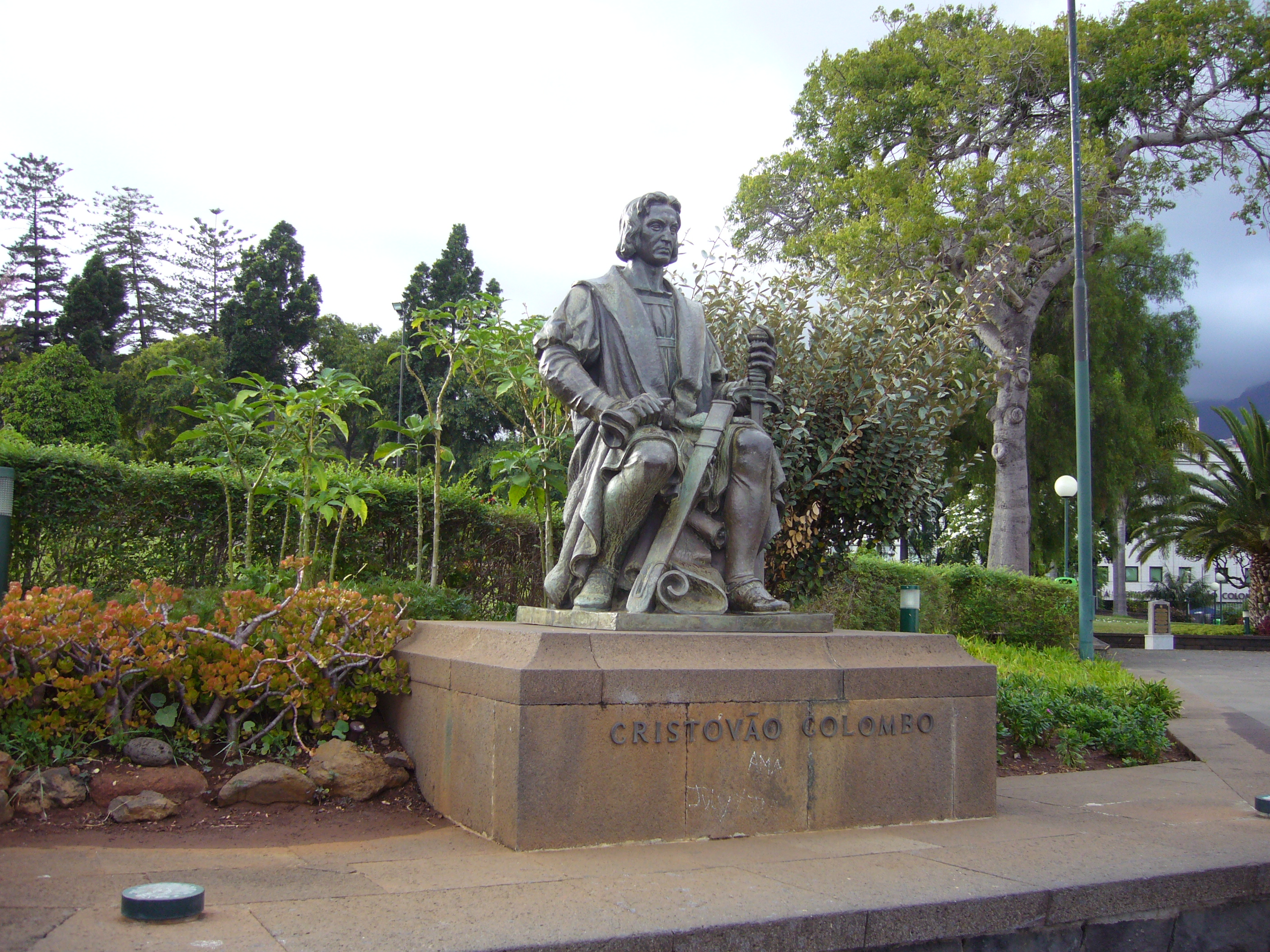
Kolumbova socha
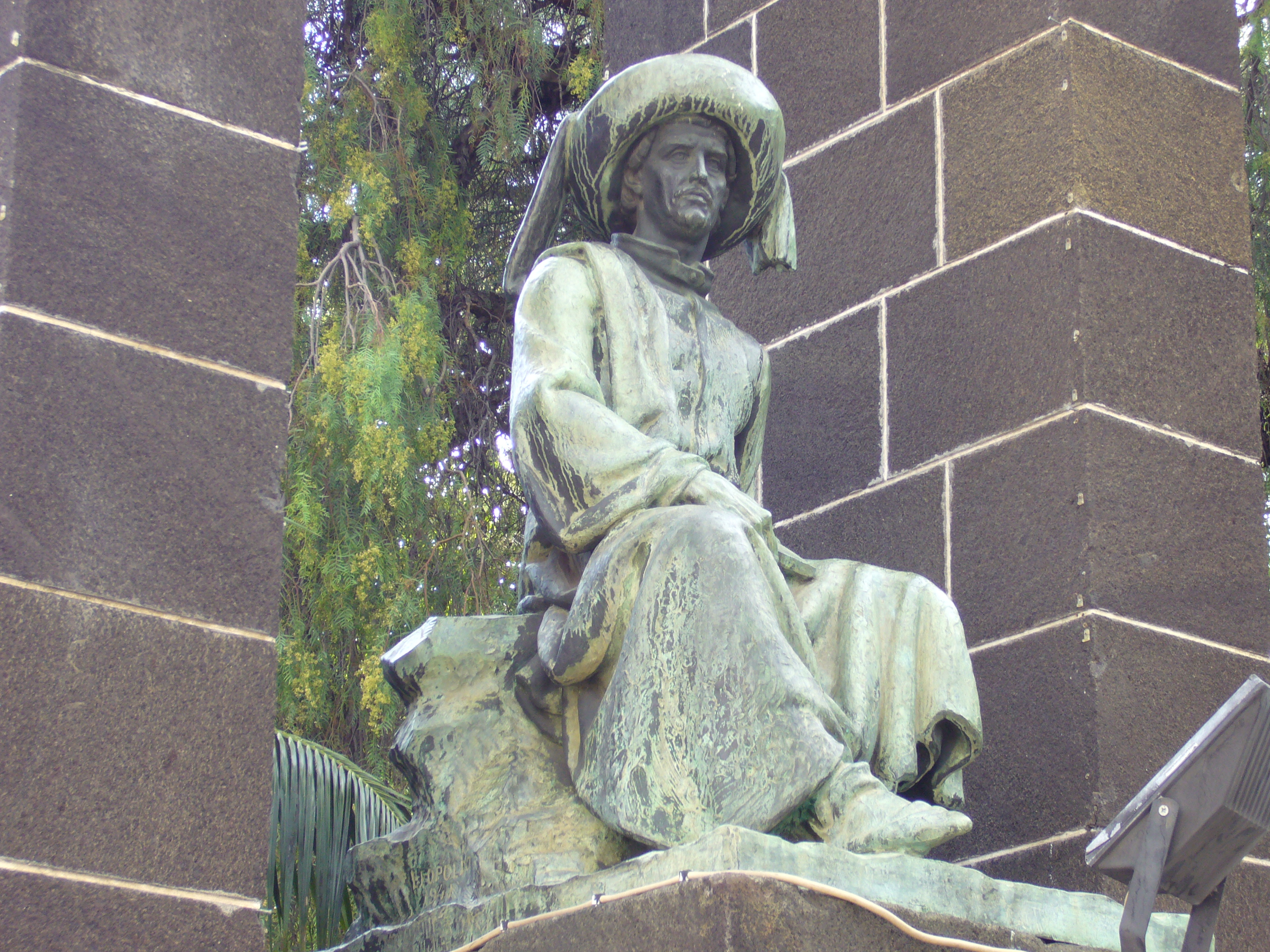
Socha prince Jindřicha mořeplavce u parku Santa Catarina ve Funchalu.
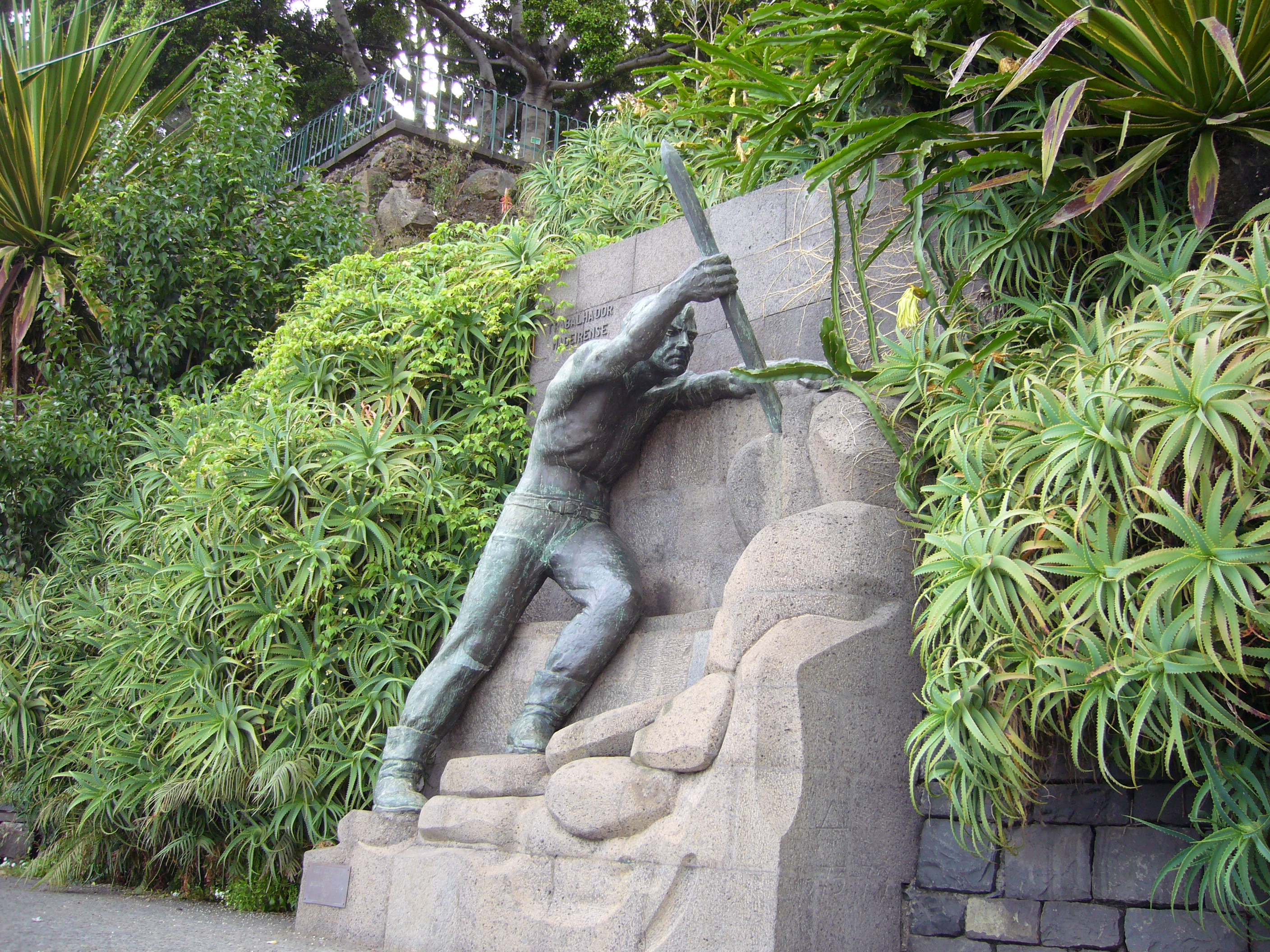
Socha věnovaná dělníkům Madeiry.
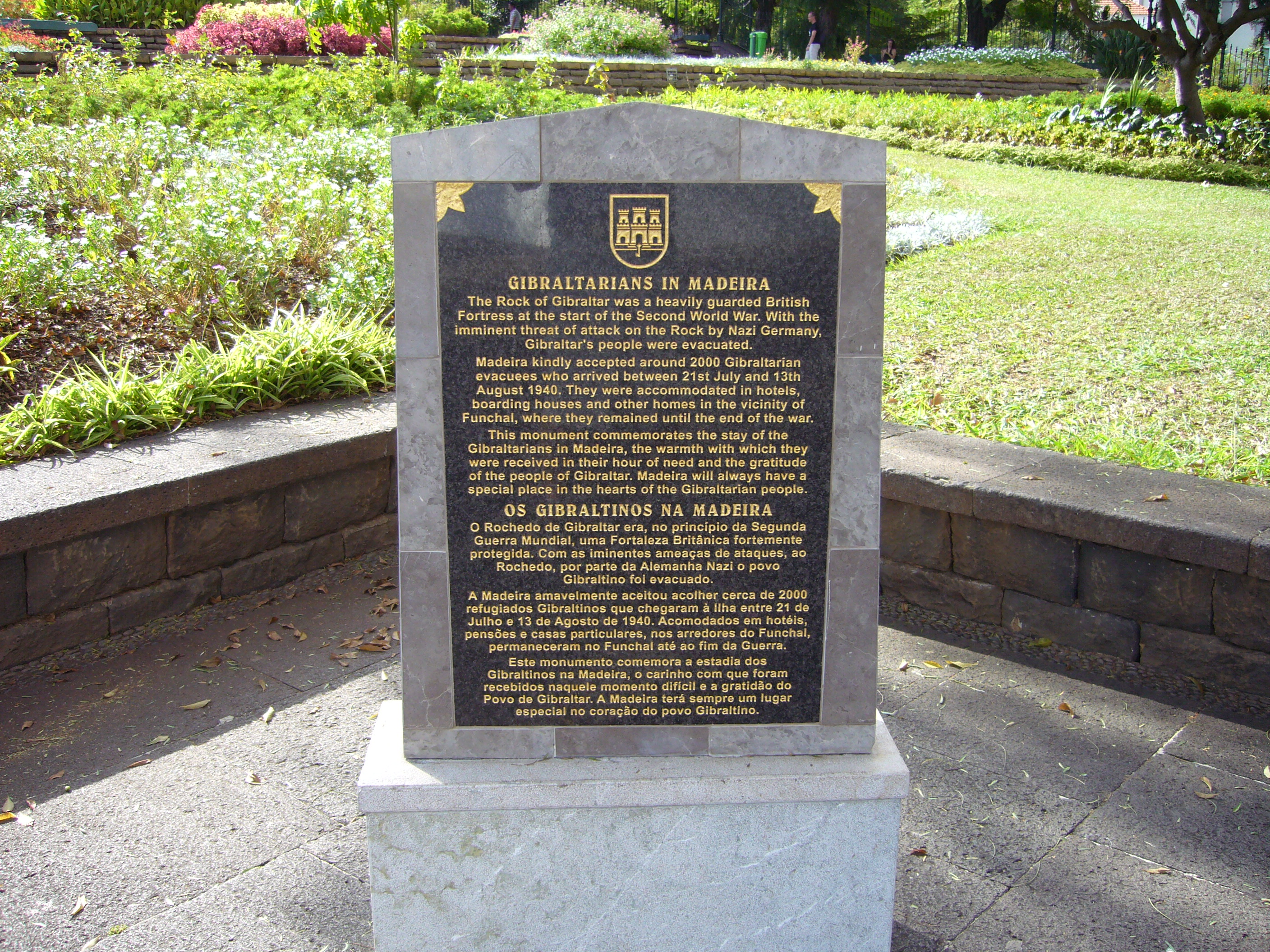
Pamětní deska připomínající evakuaci obyvatel Gibraltaru